# Rehmat Aziz Chitrali
Mr. Rehmat Aziz Chitrali (født 25. november 1970 i Chitral, Khyber Pakhtunkhwa) er en digter og filosof fra det nuværende Pakistan.
| Biografi | Spire Denne biografi er en spire som bør udbygges. Du er velkommen til at hjælpe Wikipedia ved at udvide den. |